# Hällristningarna i Angona

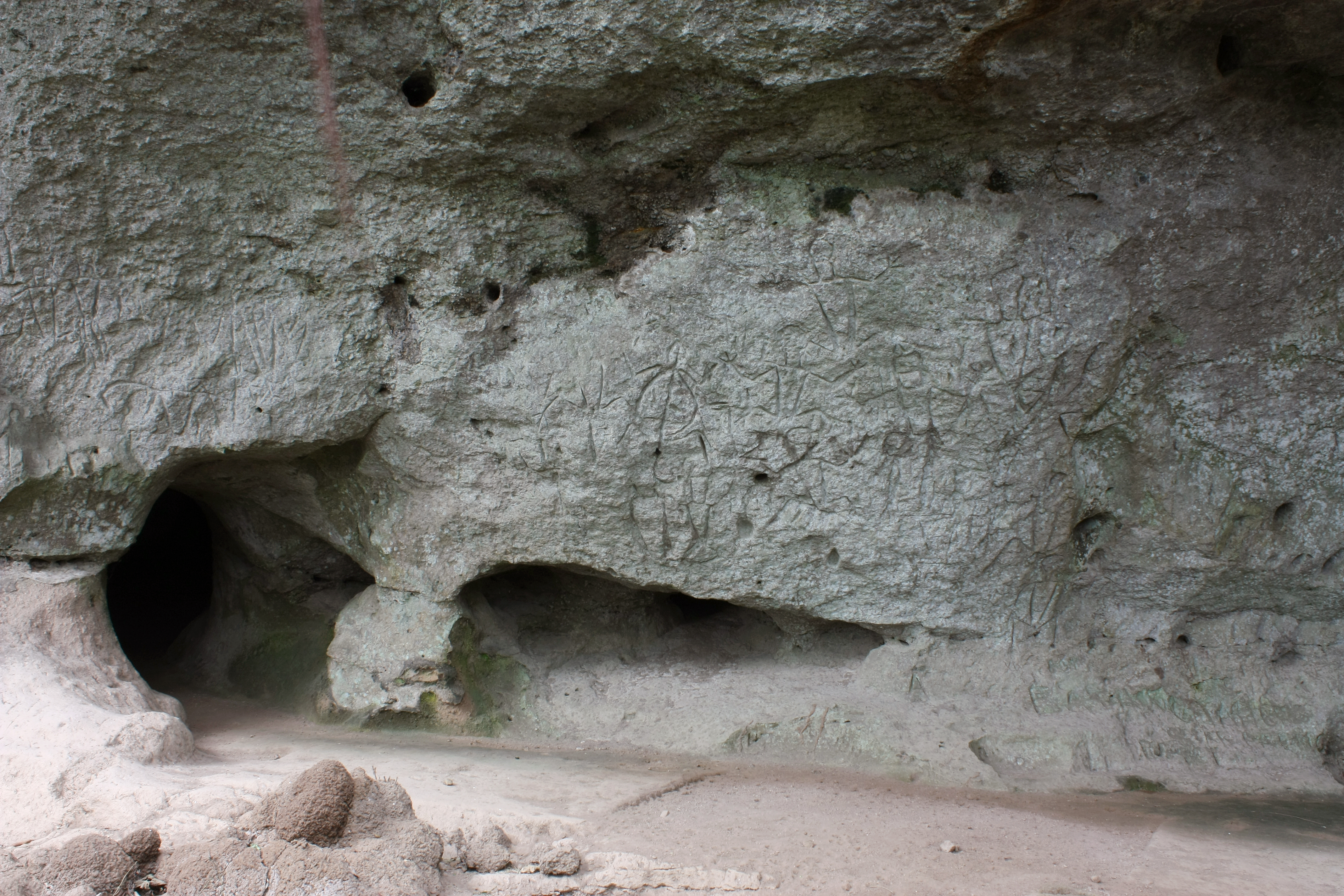
Hällristningarna på en bergvägg

Hällristningarna i Angono är den äldsta kända konsten i Filippinerna. Det finns 127 figurer av människor och djur inristade på klippväggen vilka daterats till 3000 f.Kr. Dessa ristningar visar tydligt stiliserade människor, grodor och ödlor förutom ett antal avbildningar som sannolikt gjorts otydliga genom erosion.

## Historia
Även om platsen ligger längs gränsen till Angono, Binangonan och Antipolo i provinsen Rizal, upptäcktes platsen av konstnären Carlos V. Francisco 1965. Sedan dess har en del hällristningar skadats på grund av försummelse och vandalisering. 1973, blev platsen, genom presidentdekret nr 260, en nationell kulturskatt. Vid denna tid, inledde ett team lett av Filippinernas nationalmuseum arbetet med att bevara och utveckla fornminnet, bland annat genom att skapa ett mini-museum, ett vy-däck och en stensatt gång. geologiska undersökningar och en seismografisk inspelning genomfördes för att utvärdera effekterna av ett stenbrott ett par kilometer från platsen.
Bevarandet och utvecklandet av hällristningarna är en samlad insats av Filippinernas nationalmuseum, Turistdepartementet, World Monuments Fund, American Express och ett Filippinskt fastighetsbolag.